# Gunung Kawi
Il tempio di Gunung Kawi o Valle dei re balinesi è un complesso funerario situato sull’isola indonesiana di Bali. Fa parte dei templi balinesi dell'acqua (pura tirta) nei quali scorrono le sacre acque amritha ed è anche tra i templi legati al sistema di irrigazione locale, il subak.

## Storia

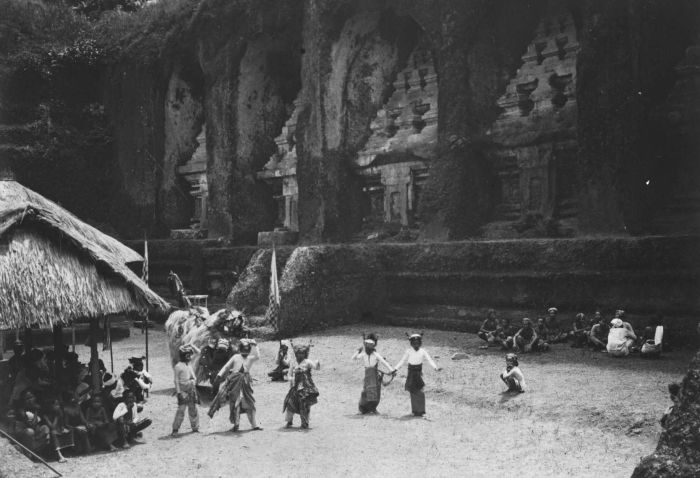
Spettacolo di danza barong nella spianata del Pura Gunung Kawi, circa 1920.

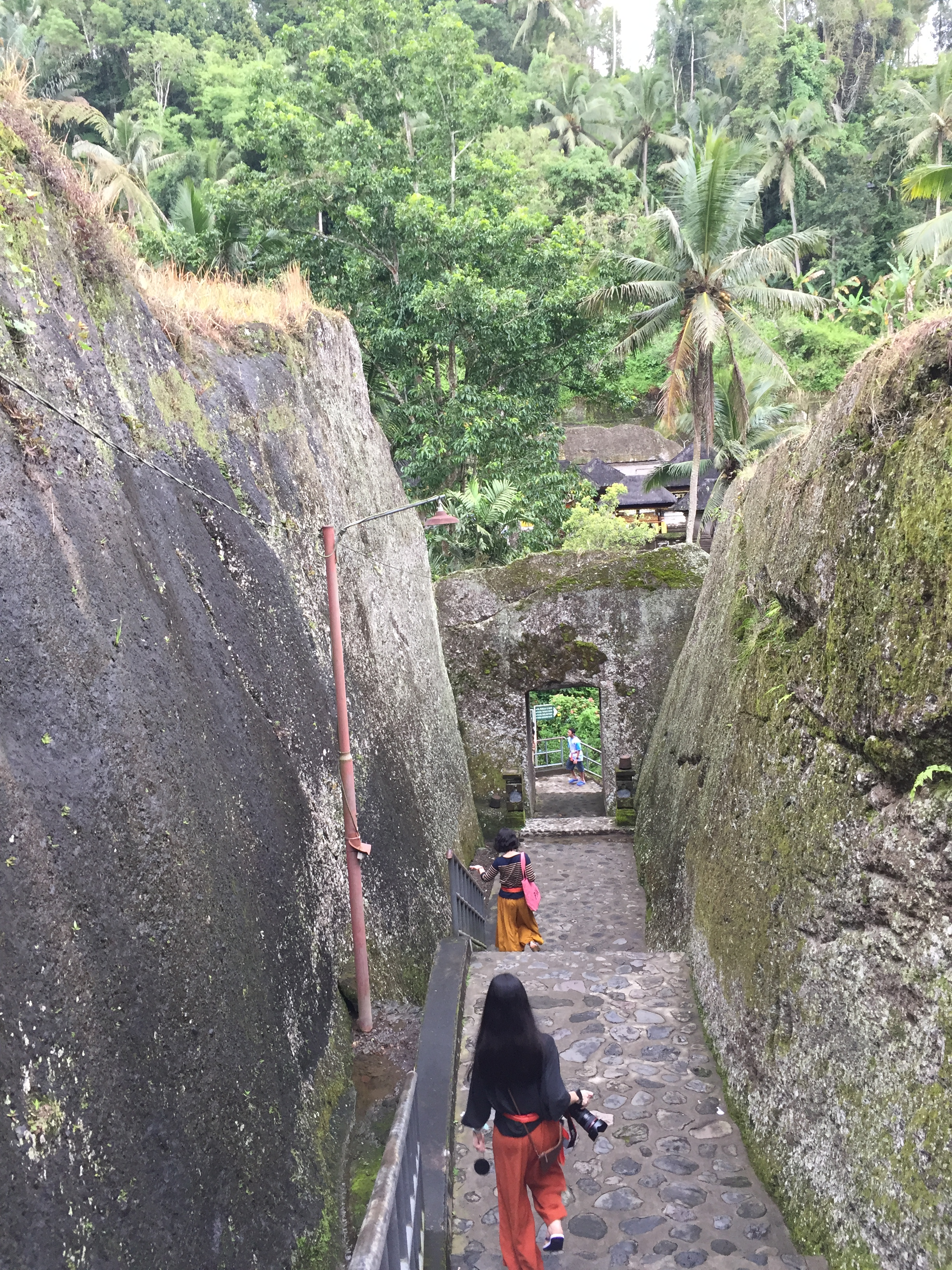
La scalinata dei 315 gradini discendenti verso il fiume Pakerisan del santuario di Gunung Kawi

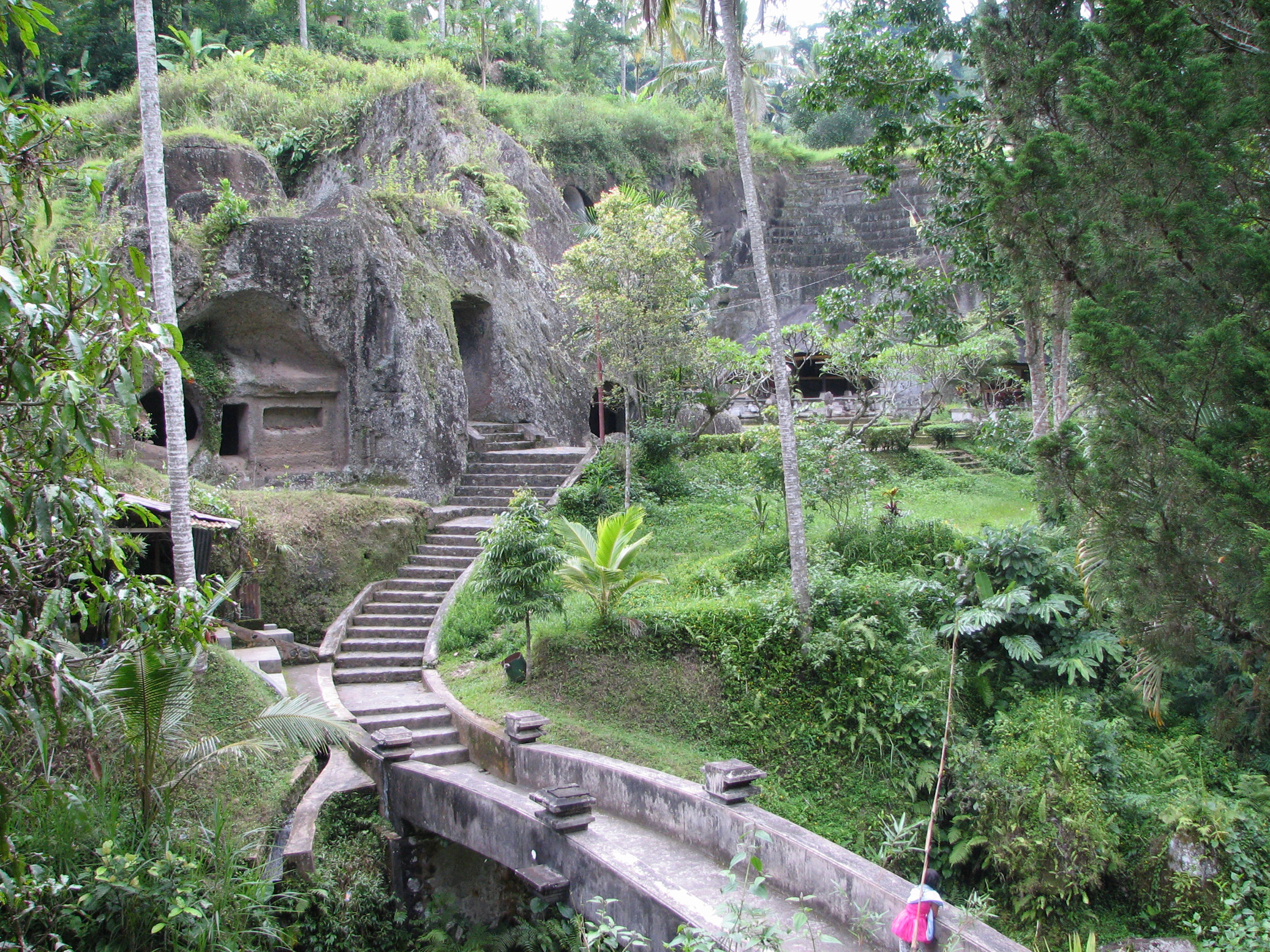
Vista dall'entrata del tempio con il ponte che collega le due rive del fiume Pakerisan

Nel 1920, un gruppo di archeologi olandesi si imbatterono nel tempio Gunung Kawi nella foresta intorno a Tampaksiring, a nord di Ubud nel distretto di Gianyar.
Il sito fu costruito alla fine del XI secolo d.C., durante il regno del re Anak Wungsu della dinastia Warmadewa in onore dei membri della famiglia reale. A conferma di ciò l'iscrizione a lettere kediri su una falsa porta del complesso che recita haji lumah ing jalu e significa "il re che (semplicemente) è sepolto qui". Il re si pensa sia Udayana Warmadewa, capostipite della dinastia.

## Descrizione
Il nome del complesso deriva dalle parole kawi gunung (montagna) e kawi (scultura); il luogo infatti è scolpito tra le due alte rive del fiume Pakerisan e a esso si accede dopo aver attraversato enormi terrazzamenti di riso, i sawah, e scendendo 315 gradoni di roccia scavati sulle pareti rocciose a strapiombo sul fiume.
Il complesso funerario comprende 10 santuari (5+4+1) a forma di candi, divisi in due gruppi separati dal fiume:
- il primo gruppo funerario si trova sul lato ovest del fiume, rivolto verso est, e comprende quattro santuari, una sorgente, un laghetto per i rituali, oltre a quattro tombe appartenenti alle concubine di Anak Wungsu. Sulla stessa riva, a sud-est, si trovano alcune celle vihara chiamate anche "il monastero", dotate di un cortile, piccole stanze con finestre e fori sul soffitto per la circolazione dell'aria e la luce del sole. Queste stanze probabilmente avevano diversi utilizzi dalla preghiera a luoghi per il riposo dei monaci e altro ancora
- il secondo gruppo si trova a est del fiume, rivolto a ovest, dove si trovano cinque santuari con ampie nicchie, dedicati al re Udayana, alla regina consorte Mahendradatta e i loro figli Airlangga, Anak Wungsu e Marakata

Sul lato orientale del fiume si trova anche l’eremo di Geria Pedanda, la cosiddetta decima tomba. Probabilmente il luogo di sepoltura di un alto funzionario del re, ipotesi data da una scritta, all'ingresso della cella, che in lettere kawi recita rakryan, titolo balinese di alto rango.
Il sito comprende anche 4 gruppi scultorei e 3 templi.

## Nel folklore popolare
Secondo il folklore locale, il tempio di Gunung Kawi fu costruito in un giorno e una notte da Kebo Iwa, una figura leggendaria dai poteri soprannaturali. Si narra che, con le sue affilatissime unghie, abbia scolpito le pareti rocciose del fiume Pakerisan, in sole ventiquattro ore.

## Galleria d'immagini

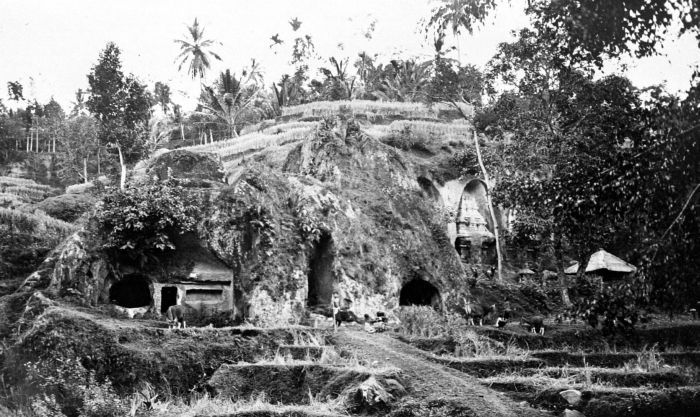
Vista del tempio Gunung Kawi dalla riva est del fiume Pekerisan, B/W fotografia, Tropenmuseum, circa 1910-1928.
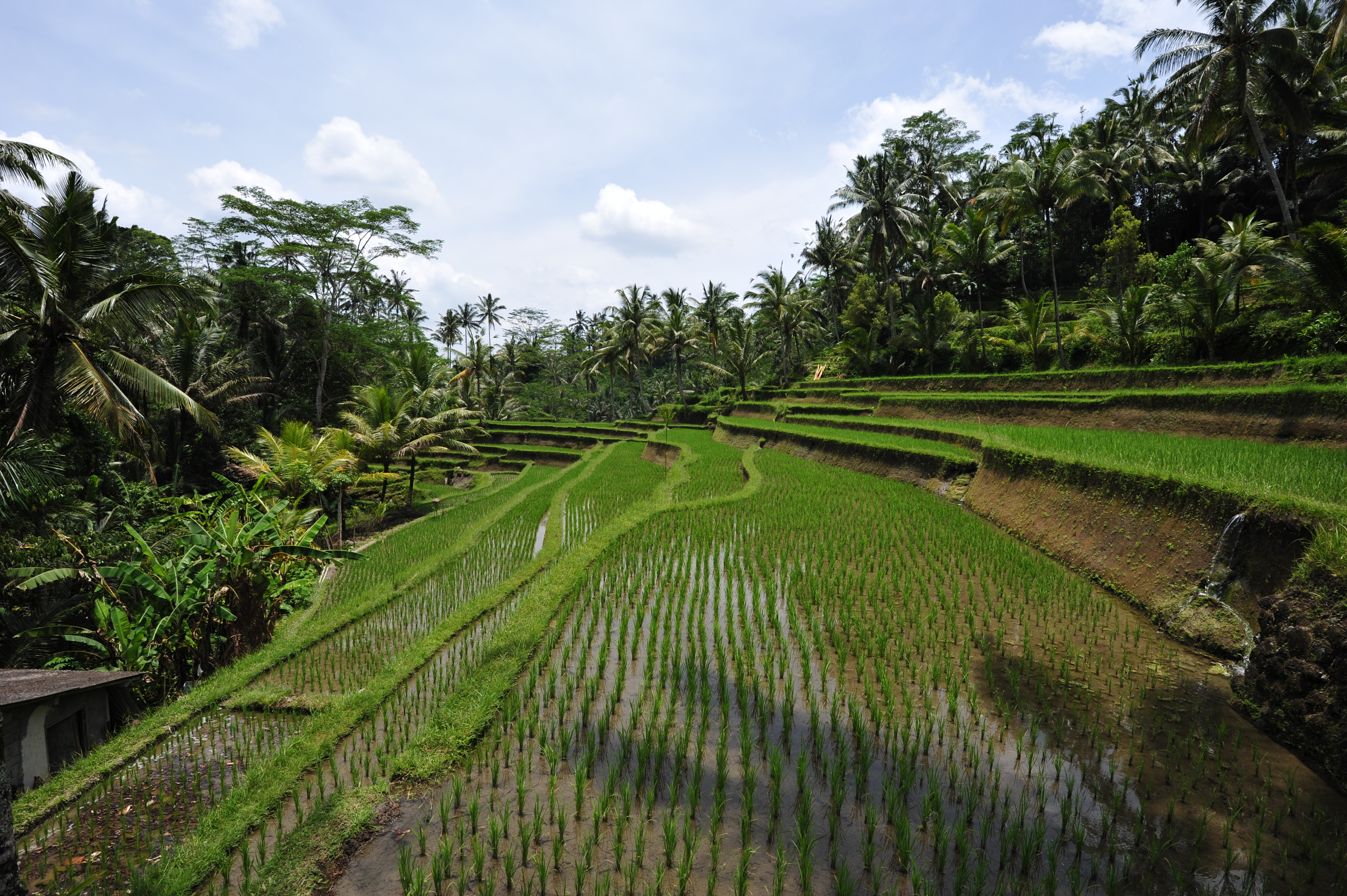
I terrazzamenti di riso all'esterno del tempio Gunung Kawi
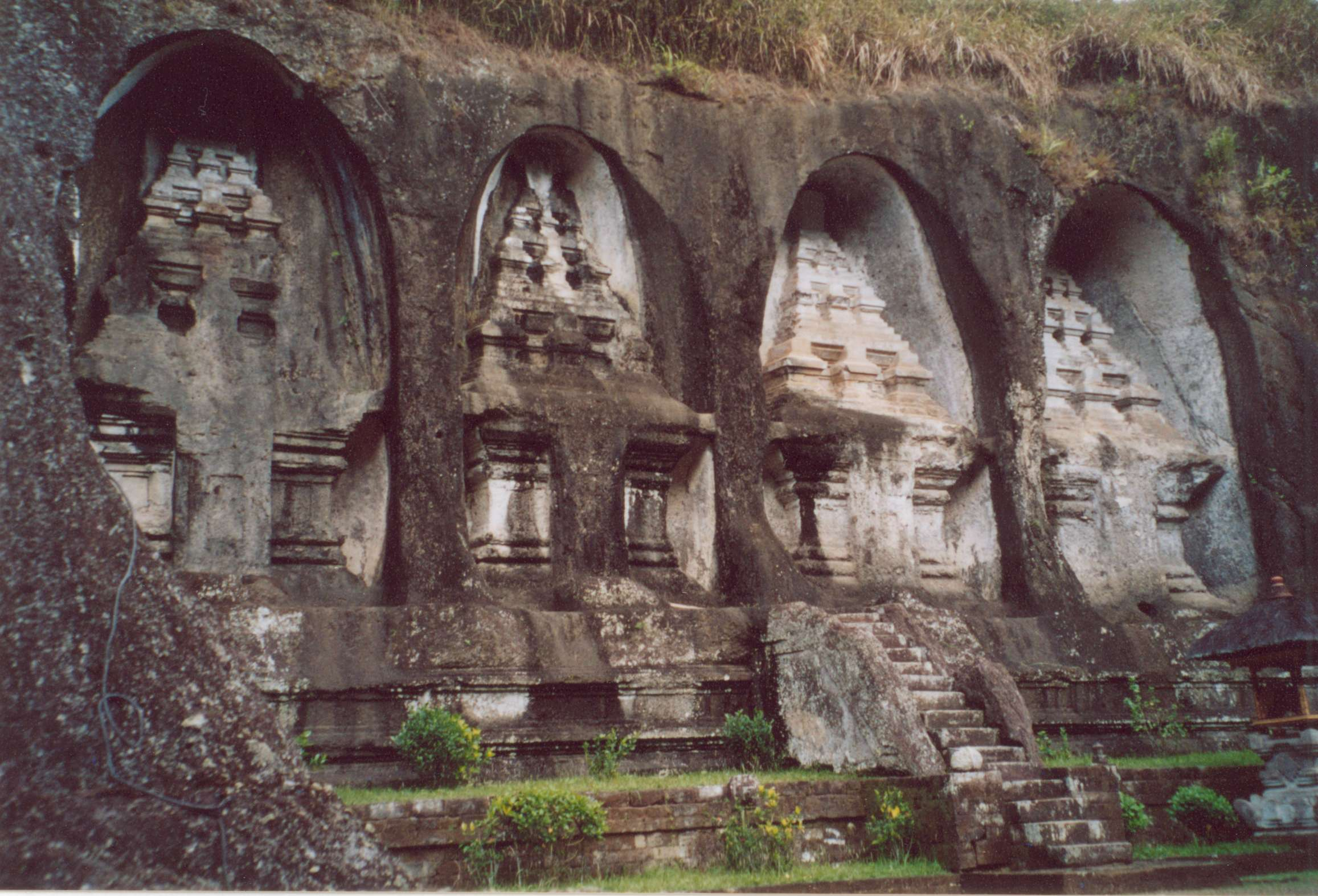
I quattro santuari a forma di candi dedicati al re Anak Wungsu
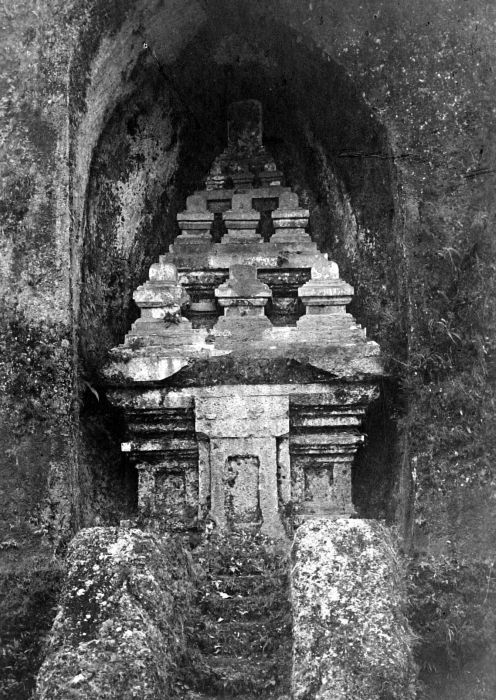
L’eremo di Geria Pedanda, la decima tomba
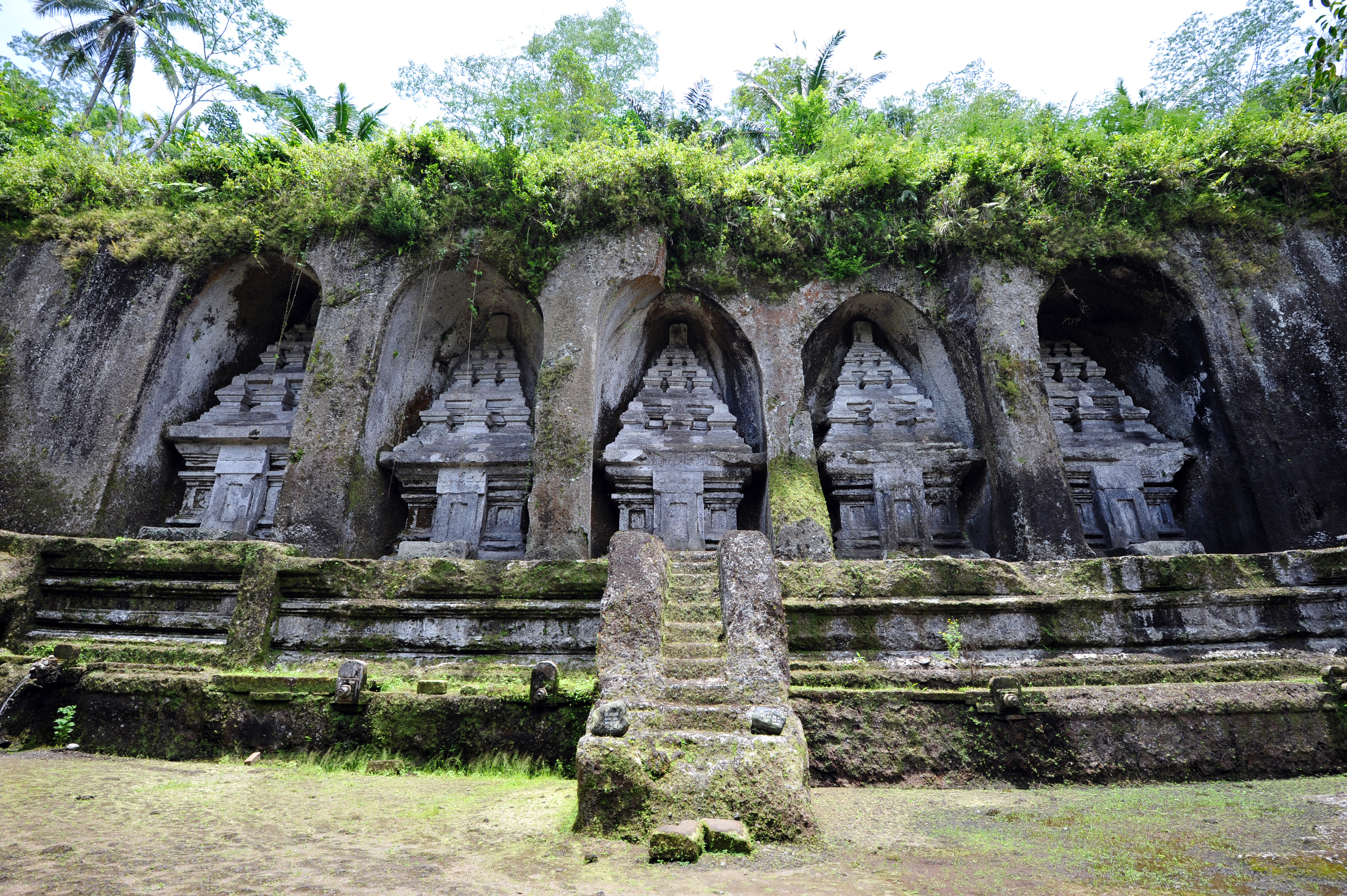
I cinque santuari del re Udayana
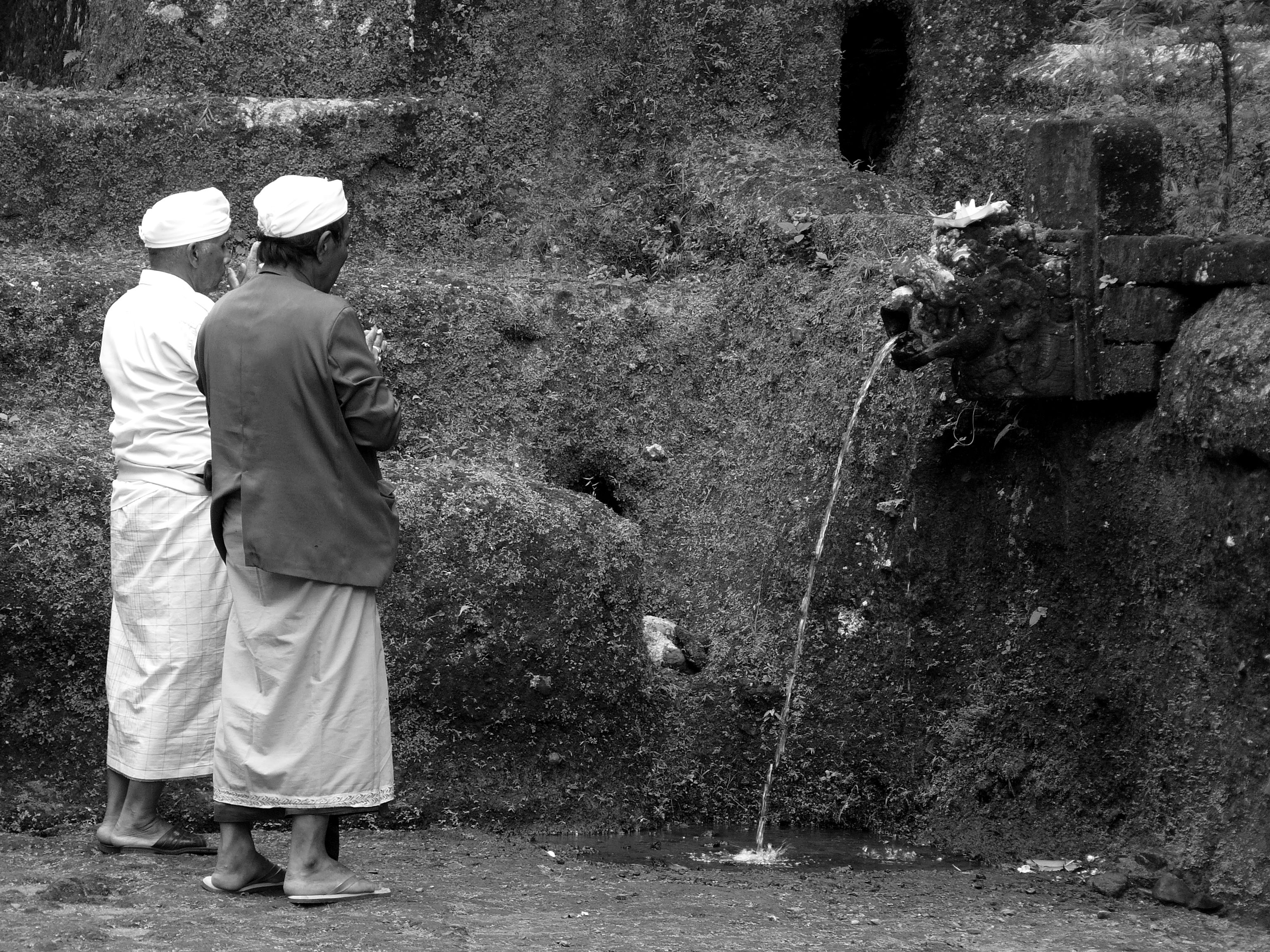
Devoti in preghiera nel sito